# Saltskog
Saltskog är en stadsdel i södra Södertälje i Södermanland och Stockholms län.

## Historik

### Äldre historia
Stadsdelens historia är tätt sammankopplat med Saltskog gård vars marker den är byggd på.
Det äldsta skriftliga belägget för gården är från 1538, då Jören Eriks med hustrun Karin återfinns i jordeboken.
Omkring år 1900 hittades ett välbevarat praktvapen från 600-talet i området. Det är dubbeleggat, och har ett fäste med drakslingor i silverinläggning. Knoppen har utformning som fabeldjur. Det fick namnet Saltskogssvärdet och finns bevarat på Statens historiska museum.

### Järnvägen och Saltskog station

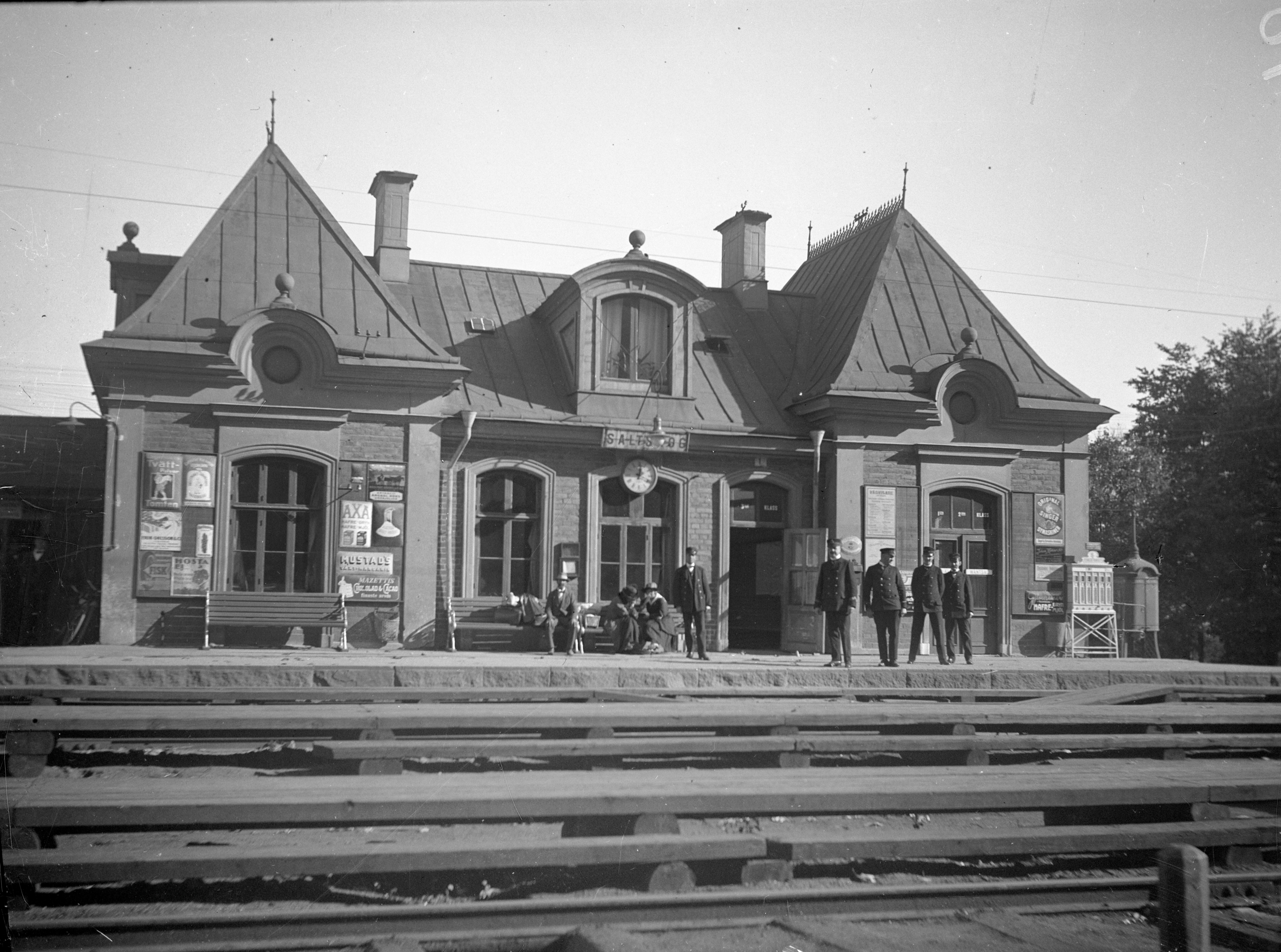
Den andra stationsbyggnaden fotograferad 1915. Stationsskylten anger Saltskog

Den 24 oktober 1860 öppnade järnvägen i Södertälje, två år innan hela den Västra stambanan stod färdig. Huvudlinjen hamnade utanför stadskärnan, med en dragning väster om Saltskogsfjärden där stadens huvudstation blev Södertelge öfre. Därifrån drogs en bibana med anslutning till Södertälje central. Södertelge öfre hade från början endast ett enkelt stationshus i trä samt två plattformar. Ett modernare stationshus i sten byggdes 1885. 1988 ändrades stationens namn till Saltskog.
I oktober 1921 invigdes stationen Södertälje södra i samband med att järnvägen fick en ny dubbelspårig dragning igenom staden. Södertälje södra ersatte den gamla järnvägsstationen i Saltskog, vars stationshus revs 1947 eller eventuellt tidigare. Den röda byggnad som idag finns kvar på platsen är det tidigare stinshuset.

### Carl Fredrik Liljevalch köper Saltskog gård
På 1880-talet köptes Saltskog gård av Carl Fredrik Liljevalch den yngre. Liljevalch var en förmögen industriman, och var bland annat en av upphovsmännen till Grängesbergskoncernen.  Han lät uppföra den nuvarande herrgårdsbyggnaden 1882-1883. Huvudbyggnaden uppfördes som ett corps-de-logi där Liljevalch kunde ha vänner på besök och anordna middagsbjudningar.
Herrgården omgavs av sina odlingsmarker. Under Liljevalchs ledning utvecklades egendomen till ett mönsterjordbruk.
Efter Liljevalchs död 1909 övergick gården till hans fosterdotter Fanny Hultgren tillsammans med dennes make Carl Hultgren.
Efter paret Hultgren överläts Saltskog gård till sonen Björn Hultgren. I september 1964 såldes Saltskog gård och dess marker till Södertälje stad. En förutsättning var att Björn Hultgren skulle få bo kvar på herrgården till sin död. Björn avled i augusti 1971.

### Stadsdelen Saltskog tar form
Efter att staden köpt gården lades jordbruket ner, och några av ekonomibyggnaderna revs. Nästan omedelbart efter köpet började marken projekteras. Närheten till Scanias anläggningar och stadskärnan gjorde marken attraktiv för bostäder.
Norr om Saltskogs gårds herrgårdsbyggnad uppfördes 7 sjuvåningshus, samt ett 20-tal tvåvåningshus på dess västra sida. Runt herrgårdsbyggnaden uppfördes en krans av villor, och ett radhusområde i sluttningen mot Saltskogsfjärden.
Stadsdelens butiker och servicefunktioner samlades i anläggningen Saltskog centrum. Närheten till stadskärnan och Västergård gjorde att Saltskog inte planerades med ett lika stort stadsdelscentrum som tidigare projekterade områden.
Stålhamraskolan uppfördes 1970 och blev stadsdelens grundskola.

### Västra Saltskog
Under 1960-talet rådde bostadsbrist i Södertälje efter vilket området mellan Saltskogsvägen och Tvetavägen projekterades för bostäder. 13 åttavåningshus uppfördes i bågformade grupper. Området benämndes Västra Saltskog.
Vid schaktning för en garagebyggnad invid Tvetavägen i mars 1967 gjordes ett fynd av en skör penningpåse innehållande 200 mynt från 1580 fram till 1640-talet. Fyndet fick namnet Saltskogskatten och finns bevarat på Torekällbergets museum. Gator i området kom att få namn som Silverstigen och Myntstigen.
Lägenheterna i Västra Saltskog var företrädesvis små, vilket efterfrågades vid tiden för projekteringen. Efter att konjunkturen ändrats i början av 1970-talet ändrades även efterfrågan på lägenheter, och Västra Saltskog fick sociala problem. Bostadsbolaget planerade därför en genomgripande omstrukturering.
Med start 1985 byggdes Västra Saltskog om. Under renoveringen av området kom två huskroppar att rivas. Av de kvarvarande behölls huvudsakligen stommarna. Arbetet gjordes i tre etapper varav den första var den mest omfattande och påkostade, den andra mindre omfattande, och den sista etappen enklast. Från att tidigare haft miljonprogranskaraktär fick området ett mer varierande utseende. Projektkostnaden var omkring 300 miljoner kronor, och under hösten 1987 kunde de första hyresgästerna flytta tillbaka.

## Demografi
Inom Saltskog bor det ca 3 739 personer (2016). Det är en något ojämn åldersfördelning med en koncentration av 20-44 åringar i området. Barn under 15 år utgör en något mindre andel i förhållande till antalet vuxna. Fördelningen mellan män och kvinnor är relativt jämn.
Inkomsten i Saltskog är i snitt 227 470 kronor per år (2016) där män tjänar 45 % mer än kvinnor. Det innebär att området har en lägre sammanräknad förvärvsinkomst än både Sverige- och Södertäljesnittet. Inkomststatistiken avser personer bosatta i området som är över 16 år.
17 % av Saltskogs befolkning har en högskoleutbildning.
I Saltskog består 36 % av flerbostadshusen av singelhushåll och 24 % av tvåparshushåll. 12 % av bostadsbeståndet utgörs av hushåll som är fem personer eller fler.

## Bostäder
I Saltskog finns totalt 1 598 bostäder. Bland småhusen upplåts fyra med hyresrätt och 133 är äganderätter. Alla 1 460 bostäder i flerbostadshus är hyresrätter. 91 % av bostäderna i området finns i flerbostadshus och 9 % i småhus.
Stadsdelen har en övervägande del tvåor och treor i lägenhetsbeståndet. Tvåorna utgör 37 % av beståndet och treorna utgör 43 % av alla bostäder i flerbostadshus. Snittstorleken för en tvåa i Saltskog är 62,5 kvadratmeter jämfört med 81,4 för treor. Det finns även ett mindre antal ettor som i snitt är 37 kvadratmeter stora och utgör cirka 5 % av flerbostadshusbeståndet. Sexorna i Saltskog är i genomsnitt 149 kvadratmeter stora och utgör omkring 3 % av beståndet. Saltskogs flerbostadshusbestånd saknar helt fyror och femmor.

## Kulturliv
Efter att den sista permanentbosatta i herrgårdsbyggnaden på Saltskog gård avlidit började huset förfalla. En bevarandegrupp bildades, och 1985 invigdes Stiftelsen Saltskog gård. Herrgårdsbyggnaden fick konstnärsateljéer och salarna i paradvåningen på entréplan började användas för utställningar, konserter och andra kulturändamål.
På gården hålls även konserter, teatrar och andra evenemang. Under föreningen Saltskog gårds första 30 år hölls ca 150 konstutställningar i herrgårdsbyggnaden.

## Galleri

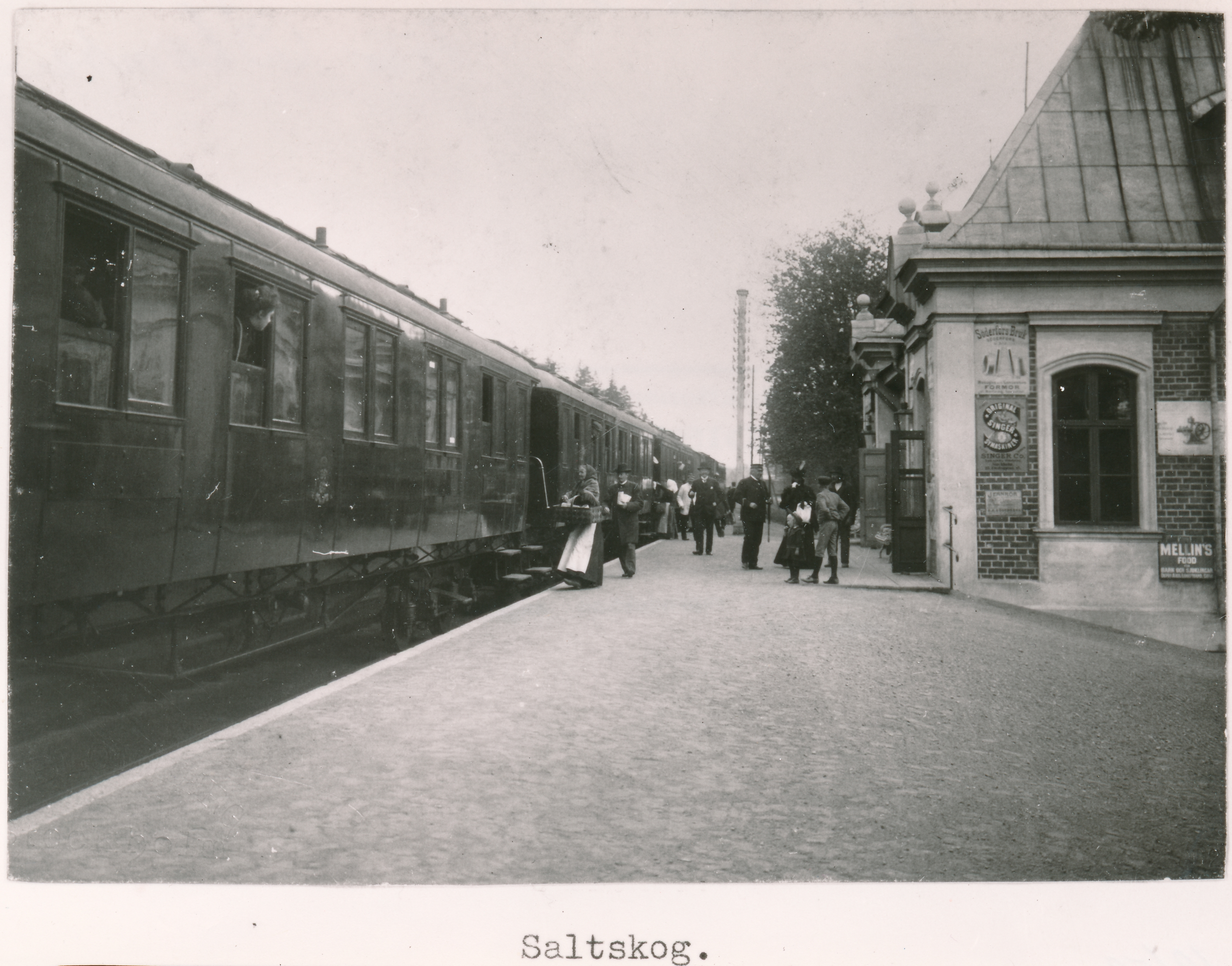
Påstigning vid Södertelge öfre/Saltskogs station under 1910-tal. Notera Kringelgummorna som säljer  Södertäljekringlor vid tåget
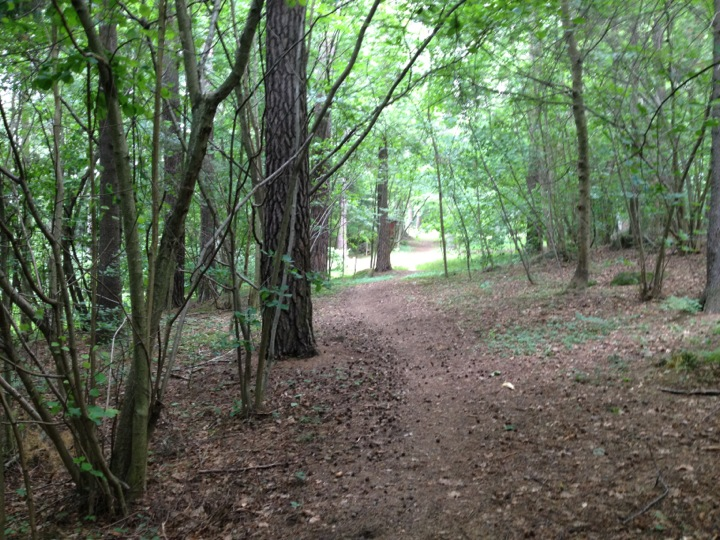
Promenadväg i skogsparken på Saltskog gård 2012. Flera ovanliga trädsorter finns planterade
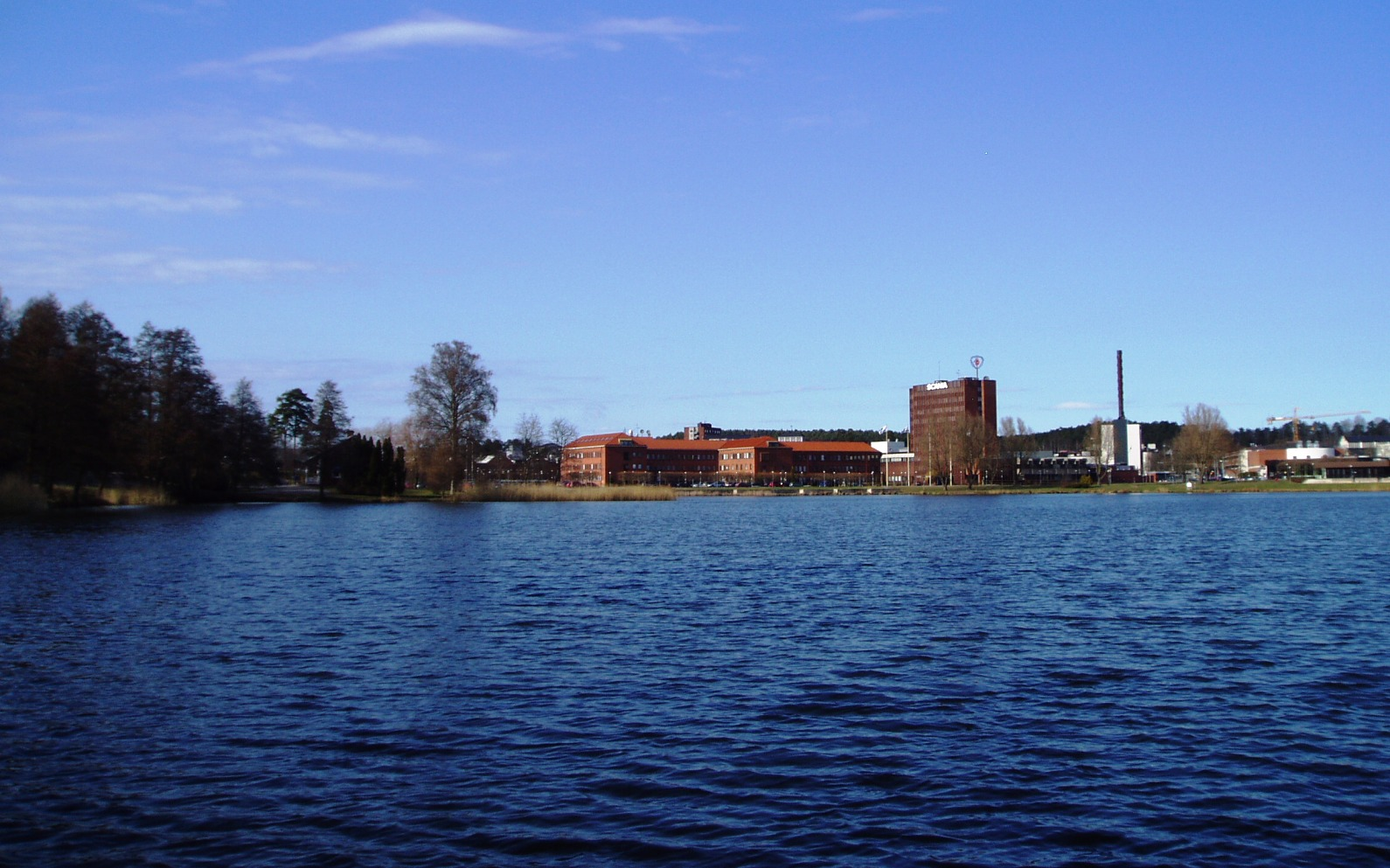
Saltskogsfjärden och Scanias anläggningar
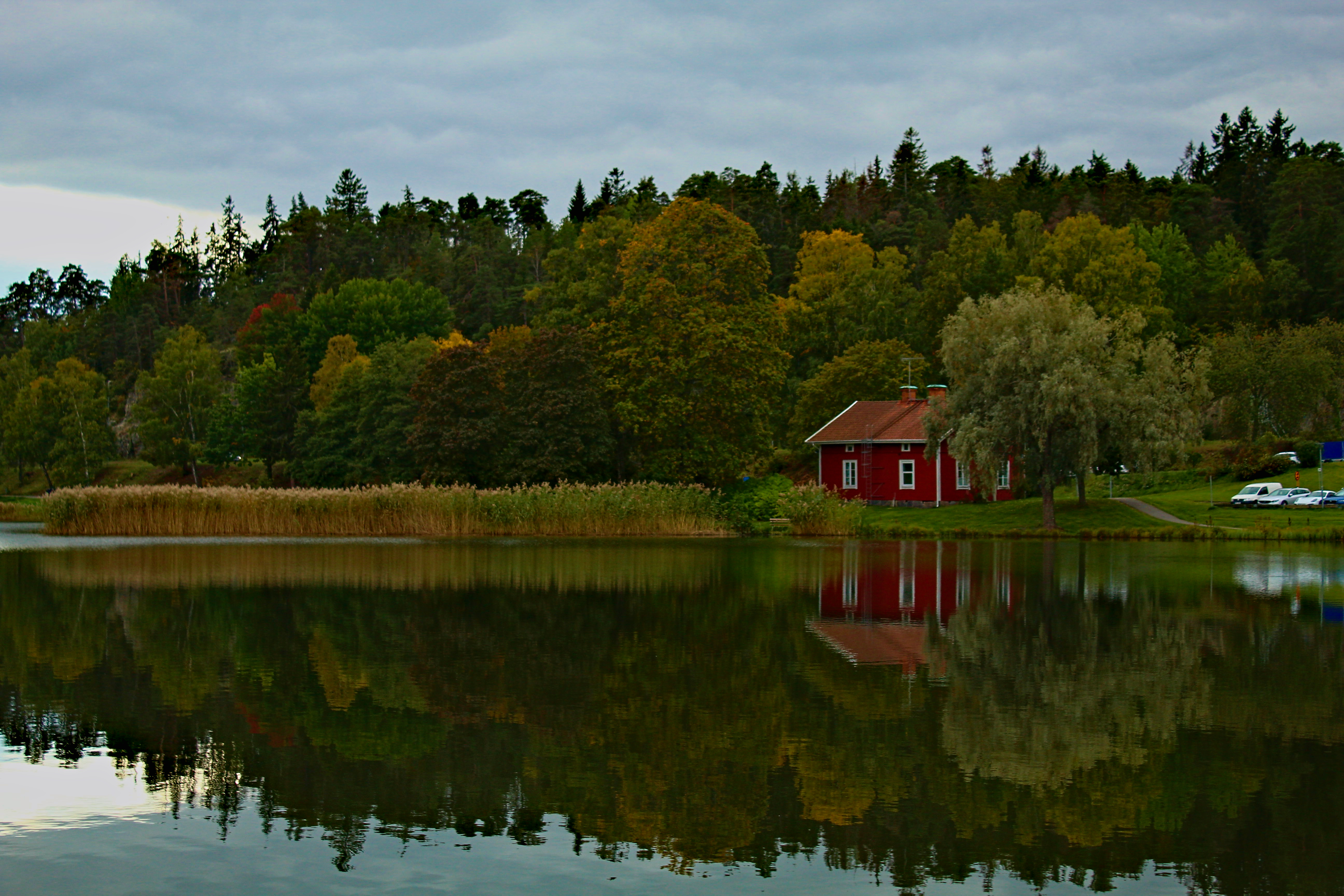
Tidigare stinsbostad tillhörande Södertelge öfre/Saltskogs station
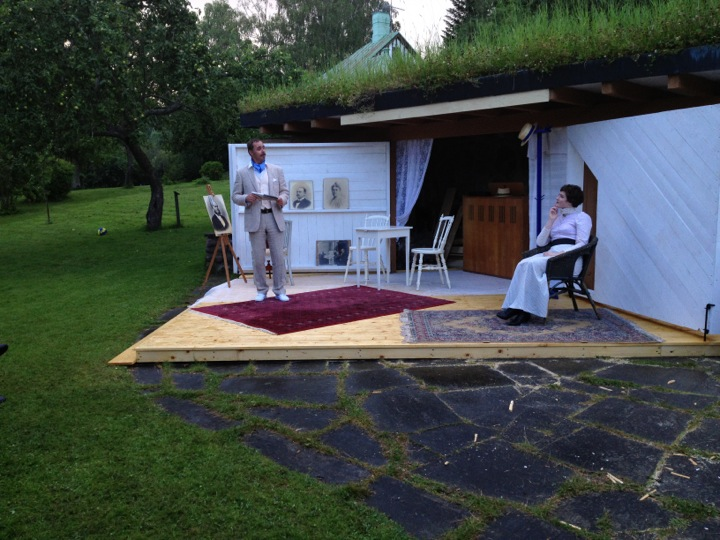
Utomhusteater i parken tillhörande Saltskog gård 2012